# Smanjenje buke
Smanjenje buke je proces odstranjivanja izobličenja (šuma) iz signala.
Negativna povratna sprega se može iskoristiti za smanjivanje buke (šuma) ili interferencije u pojačavaču, ili preciznije, da poveća snagu signala u odnosu na šum. Međutim, u daljem objašnjenju pokazaće se da je ovo smanjenje šuma moguće samo pod određenim uslovima. Razmotrićemo slučaj prikazan na slici (a). Ona prikazuje pojačavače sa pojačanjem A1 ulazni signal  i šum ili intenferenciju . Pretpostavljeno je da je došlo do pojave šuma u ovom pojačavaču iz nekoliko razloga i da se taj šum javio na ulazu u pojačavač.
Odnos signal-šum za ovaj pojačavač je: 
{\displaystyle {\frac {S}{N}}={\frac {V_{s}}{V_{n}}}}
Posmatramo kolo na slici (b) ovdje pretpostavljmo da je moguće napraviti drugi pojačavački stepen (ili nivo) sa pojačanjem A2, u kome ne dolazi do pojave šuma. U tom slučaju, mi možemo ekvivalentirati naš originalni pojačavač A1 sa pojačavačem A2, bez smetnji i priključiti negativnu povratnu spregu oko kompletne kaskade sa takvim parametrima da drži ukupno pojačanje konstantnim. Izlazni napon kola sa slike (b) može se naći superpozicijom: 
{\displaystyle V_{o}=V_{s}{\frac {A_{1}A_{2}}{1+A_{1}A_{2}\beta }}+V_{n}{\frac {A_{1}}{1+A_{1}A_{2}\beta }}}
Tada odnos signal-šum na izlazu postaje: 
{\displaystyle {\frac {S}{N}}={\frac {V_{s}}{V_{n}}}A_{2}}
što je A2 puta veće nego u prvobitnom slučaju. 	
Naglasimo još jednom da je poboljšanje odnosa signal-šum moguće jedino ukoliko možemo zamijeniti stepen sa šumom relativnim ekvivalentom bez šuma. Ovo rešenje nije neuobičajno u preksi. Najbolji primjer se može naći na izlaznom pojačavaču snage kod audio pojačavača. Takav stepen obično ima problem prigušenog šuma napajanja. Problem nastaje zbog velikih struja koje ovaj stepen vuče iz izvora napajanja i stvara teškoću u nalaženju adekvatnog izvora napajanja koji nije skup. Izlazni stepen treba da obezbijedi veliko pojačanje snage, ali i malo ili nikakvo pojačanje napona. Mi možemo zamijeniti izlazni stepen pojačavačem za male signale koji obezbjedjuje veliko pojačanje napona i koristi u velikoj mjeri uticaj negativne povratne sprege vraćajući pojačani napon na njegovu staru vrijednost. Kako se pojačavač za male signale moze napajati drugim, manje snage, izvorom napajanja, neće doći do pojave prigušenog šuma u njemu. Prigušeni šum na izlazu će tako biti smanjen za vrijednost pojačanog napona iz ovog dodatnog predpojačavača.

## Literatura
- B. Boashash, editor, "Time-Frequency Signal Analysis and Processing – A Comprehensive Reference", Elsevier Science, Oxford. 2003.  0-08-044335-4-4 неважећи
- B. Boashash (април 1992). „Estimating and Interpreting the Instantaneous Frequency of a Signal-Part I: Fundamentals”. Proceedings of the IEEE. 80 (4): 519—538. doi:10.1109/5.135376.

## Spoljašnje veze
- Recent trends in denoising tutorial
- Noise Reduction in photography
- Matlab software and Photoshop plug-in for image denoising (Pointwise SA-DCT filter)
- Matlab software for image and video denoising (Non-local transform-domain filter)
- Non-local image denoising, with code and online demonstration